# Michel de Courval

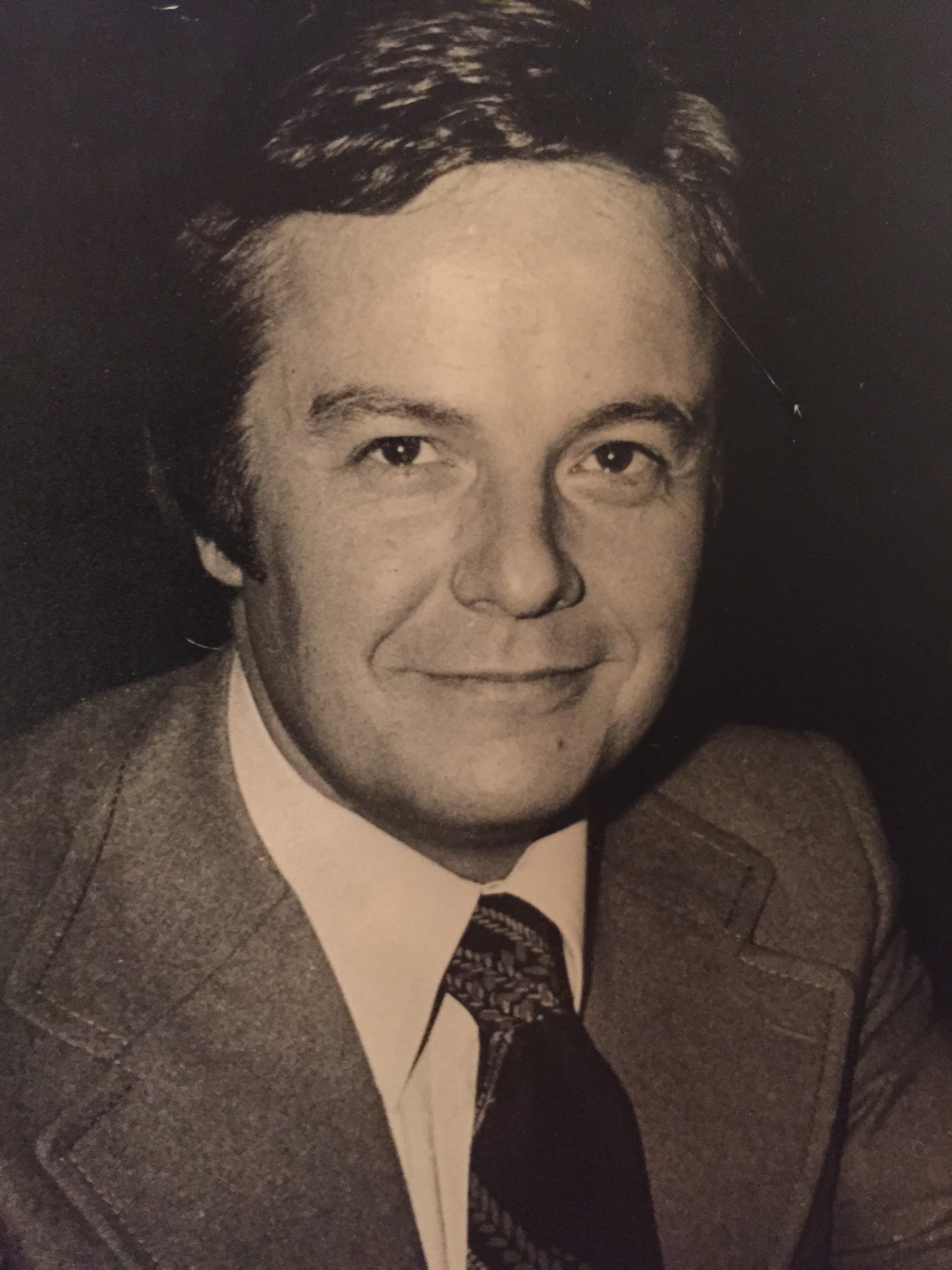
Michel CASTEL de COURVAL

Michel de Courval (1935-1979) est un spéléologue français. 
Il est surtout connu comme libraire spécialisé et passionné de spéléologie, auteur d'un recensement des œuvres d'Édouard-Alfred Martel.

## Biographie
Michel de Courval est né le 6 mars 1935 à Casteljaloux (Lot-et-Garonne) ; il est décédé le 24 juillet 1979 à Limoges.

## Activités spéléologiques
Dans le domaine de la spéléologie, il visita dans son enfance les cavernes du Lot-et-Garonne, d'où il était originaire.
Il fut ensuite, à son époque, le libraire spécialisé de référence, passionné de spéléologie, auteur d'un recensement des œuvres d'Édouard-Alfred Martel.

## Œuvres
- Chabert, C. et Courval, M. de (1971) : E.-A. Martel, 1859 - 1938, Bibliographie in Travaux scientifiques du club alpin français (Paris), 103 pages.

## Sources
- « Les grandes figures disparues de la spéléologie française », Spelunca (Spécial Centenaire de la Spéléologie), no 31,‎ juillet-septembre 1988, p. 44
- Delanghe, Damien, Médailles et distinctions honorifiques (document PDF), in : Les Cahiers du CDS no 12, mai 2001.
- Association des anciens responsables de la fédération française de spéléologie : In Memoriam.
- Chabert, C. (1980) : Michel de Courval (1935-1979) in Spelunca (Paris), 1980 (3), page 138, 1 photographie.